# Sixième législature du Bas-Canada
Sixième législature 
 (29 jan. 1810 au 1er mars 1810)
5e 7e
Palais épiscopal de Québec
 Québec, Bas-Canada
La sixième législature du Bas-Canada siégea du 29 janvier 1810 au 1er mars 1810. Le gouverneur-général James Henry Craig ordonna la dissolution de la Chambre après que celle-ci eut déclaré le siège du juge Pierre-Amable de Bonne vacant. Un vote sur la résolution qui rendait les juges inéligibles à la fonction de député avait été reporté par le Conseil législatif jusqu'après les prochaines élections. Toutes les séances eurent lieu à Québec.

## Élections
Les élections générales ont lieu du 5 octobre au 23 novembre 1809.

## Session[2]
- Première (29 janvier 1810 — 26 février 1810)

## Représentants de la couronne[2]
- Sir James Henry Craig pour toute la durée de la législature.

## Présidents de l'Assemblée[2]
- Jean-Antoine Panet (29 jan. 1810 — 1er mars 1810)

## Présidents du Conseil[2]
- Jonathan Sewell (29 jan. 1810 — 1er mars 1810)

## Députés
| District              | Député                             |
| --------------------- | ---------------------------------- |
| Bedford               | John Jones                         |
| Buckinghamshire       | Louis Legendre                     |
| Buckinghamshire       | Jean-Baptiste Hébert               |
| Cornwallis            | Joseph Le Vasseur Borgia           |
| Cornwallis            | Joseph Robitaille                  |
| Devon                 | Jean-Baptiste Fortin               |
| Devon                 | François Bernier                   |
| Dorchester            | Pierre Langlois                    |
| Dorchester            | Jean-Thomas Taschereau             |
| Effingham             | Joseph Duclos                      |
| Effingham             | Joseph Meunier                     |
| Gaspé                 | George Pyke                        |
| Hampshire             | Antoine-Louis Juchereau Duchesnay  |
| Hampshire             | François Huot                      |
| Hertford              | François Blanchet                  |
| Hertford              | Étienne-Ferréol Roy                |
| Huntingdon            | Jean-Antoine Panet                 |
| Huntingdon            | Stephen Sewell                     |
| Kent                  | Louis-Joseph Papineau              |
| Kent                  | Pierre-Dominique Debartzch         |
| Leinster              | Jean-Thomas Taschereau             |
| Leinster              | Bonaventure Panet                  |
| Comté de Montréal     | Jean-Baptiste Durocher             |
| Comté de Montréal     | Louis Roy Portelance               |
| Montréal-Est          | James Stuart                       |
| Montréal-Est          | Joseph Papineau                    |
| Montréal-Ouest        | Thomas McCord                      |
| Montréal-Ouest        | Denis-Benjamin Viger               |
| Northumberland        | Joseph Drapeau                     |
| Northumberland        | Thomas Lee                         |
| Orléans               | Jérôme Martineau                   |
| Comté de Québec       | Pierre-Amable de Bonne             |
| Comté de Québec       | Ralph Gray                         |
| Basse-ville de Québec | John Jones                         |
| Basse-ville de Québec | Pierre-Stanislas Bédard            |
| Haute-ville de Québec | Claude Dénéchau                    |
| Haute-ville de Québec | John Blackwood                     |
| Richelieu             | Louis Bourdages                    |
| Richelieu             | Hyacinthe-Marie Simon, dit Delorme |
| Saint-Maurice         | Louis Gugy                         |
| Saint-Maurice         | Michel Caron                       |
| Surrey                | Pierre-Stanislas Bédard            |
| Surrey                | Joseph Beauchamp                   |
| Trois-Rivières        | Joseph Badeaux                     |
| Trois-Rivières        | Mathew Bell                        |
| Warwick               | Ross Cuthbert                      |
| Warwick               | James Cuthbert                     |
| William-Henry         | Edward Bowen                       |
| York                  | Pierre Saint-Julien                |
| York                  | John Mure                          |